# Bărcănești (gmina w okręgu Jałomica)
Bărcănești – gmina w Rumunii, w okręgu Jałomica. Obejmuje miejscowości Bărcănești i Condeești. W 2011 roku liczyła 3895 mieszkańców. 